# Български народен морски сговор
Българският народен морски сговор (БНМС) е българска културно-просветна организация, поставяща си за цел да популяризира морското дело в страната.
Сговорът е създаден на 1 юли 1920 година във Варна, главно от действащи и запасни офицери от Военноморския флот, и след като изгражда мрежа от местни дружества, провежда своя учредителен конгрес през май 1923 година. БНМС провежда ежегодни събори в различни градове, които използва за популяризиране на дейността си, като броят на активните му членове е 4500 – 5000 души, главно хора от средната класа в градовете.
В продължение на години БНМС организира лекции на различни теми в цялата страна. От 1921 година излиза поредицата „Морска библиотека“, а от 1924 до 1944 година организацията издава списание „Морски сговор“. Тя поставя началото и на морския туризъм в България, като пропагандира активно морелечението, а от 1924 година организира първите морски летни колонии за деца на своите членове. Към местните клонове на организацията са създадени клубове за водни спортове, наричани морски спортни легиони, като от 1925 година се организират национални състезания по плуване, гребане и други спортове.
Непосредствено след Деветосептемврийския преврат през 1944 година БНМС е поставен под контрола на Отечествения фронт, а през юни 1945 година е преименуван на Народен морски съюз (НМС), от който са отстранени или поне изолирани от ръководството много дотогавашни дейци, смятани за политически неблагонадеждни, главно бивши офицери. Организацията продължава довоенната си дейност, но попада под все по-силен политически контрол и през юли 1947 година е присъединена към новосъздадения Народен съюз за спорт и техника. В неговите рамки тя запазва относителна обособеност като комитети „Морско дело“ до 1951 година, когато е окончателно ликвидирана.
През януари 1990 година във Варна е създадена организацията Български морски съюз, която се обявява за продължител на БНМС.